# Ustrój polityczny Kolumbii
Ustrój polityczny Kolumbii
Kolumbia, zgodnie z konstytucją z 1991 roku, jest republiką prezydencką (prezydent jest jednocześnie głową państwa i szefem rządu).
Republika Kolumbii jest państwem unitarnym z podziałem władzy na wykonawczą, ustawodawczą i sądowniczą.

## Władza ustawodawcza
Władza ustawodawcza – Kongres – składa się z dwóch izb: Senatu, w którym zasiada 102 senatorów i 166-osobowej Izby Reprezentantów.
Członkowie Kongresu wybierani są w wyborach bezpośrednich na czteroletnią kadencję.

## Władza wykonawcza
Władzę wykonawczą sprawuje rząd, którego szefem jest Prezydent Republiki.
Prezydent wybierany jest w wyborach bezpośrednich na okres czterech lat i to on ustala skład rządu. Od 2018 r. prezydentem Kolumbii jest Iván Duque Márquez.